# Cofidis
A Cofidis é uma instituição financeira.
Foi criada em 1982 em França, fruto da aliança entre a 3 Suisses Internacional e a Cetelem. A experiência de ambos — a venda à distância e o crédito ao consumo — permitiu criar o conceito do de crédito pelo telefone. Actualmente, está presente em Grécia, República Checa, Hungria, França, Bélgica, Espanha, Itália, e Portugal, acumulando mais de 6 milhões de clientes.

## Em Portugal
A empresa estabeleceu-se em Portugal nos finais de 1996, contando hoje com mais de 345.000 clientes e assumindo uma posição de protagonismo na venda e gestão de crédito a particulares.
O seu quadro, no país, é integrado por cerca de 400 colaboradores, distribuídos por diversas áreas funcionais: administrativa e financeira, captação e fidelização de clientes, parcerias, análise de crédito, risco, métodos e qualidade, recursos humanos, recuperação de crédito, sistemas e tecnologias de informação.

## No desporto
A empresa patrocina uma equipa de ciclismo com o seu nome.